# ريكي والوميض
ريكي والوميض أو ريكي أند ذا فلاش (بالإنجليزية: Ricki and the Flash) هو فيلم كوميديا دراما أمريكي من إخراج جوناثان ديم وتأليف ديابلو كودي يدور حول امرأة تترك عائلتها لتصبح نجمة روك وتحصل بعد ذلك على الفرصة لإصلاح أخطائها. الفيلم من بطولة ميريل ستريب، مامي غومر، كيفين كلاين، سيباستيان ستان، ريك سبرينغفيلد، أودرا مكدونالد وبين بلات.

## القصة
قامت ريكي بملاحقة أحلامها بأن تصبح نجمة روك مشهورة بالتخلي عن عائلتها. تحصل ريكي على فرصة لتصحيح الأمور عندما يسألها زوجها السابق بيت بأن تزور إنديانابوليس وتساعد ابنتهم المنفصلة جولي خلال وقتها الصعب.
لدى ريكي فرقة روك والتي تؤدي حفلات بأوقات منتظمة في حانة صغيرة، عندما لا تعمل كأمينة صندوق لتغطية نفقاتها. حاولت ابنة ريكي جولي مؤخراً الانتحار لأن زوجها خانها وطلقها. وعلى الرغم من كونها مفلسة، تأتي ريكي إلى انديانابوليس لمساعدة ابنتها، ولكن جولي عدائية. وبالمثل، فإن كلا ابنيها عدائيين وغير مرحبيّن، واحد منهم مثلي والآخر أصبح مؤخراً مخطوباً. تتواصل ريكي مع ابنتها جولي. ولكن ولسوء الحظ، زوجة زوجها السابق، مورين تعود بشكل غير متوقع، تقرر ريكي مواجهة بعض الحقائق القاسية. حيث لم تكن مع أولادها عندما احتاجوا إليها ومورين كانت معهم. وهي تشعر بالخجل والغضب والمرارة، تعود ريكي إلى فرقتها في كاليفورنيا وتهين حبيبها عازف الإيتار. وقال انه يجعل لها ندرك انه يهتم ويمارسان الحب. ترسل مورين إلى ريكي دعوة لحضور حفل زواج ابنها كما غصن الزيتون، ولكن ريكي لا تستطيع تحمل نفقات الذهاب. يبيع حبيبها أفضل غيتاره يملكه لدفع ثمن التذاكر. على الرغم من محاولتها لتحقيق المصالحة، إلا أنه من الواضح أنها لا تزال شخص غريب. ضيوف حفل زفاف ننظر بارتياب إلى ريكي عندما نهضت لنخب العروس والعريس. كما موهبتها، عدم وجود المال، وقالت انها لديها فرقتها تولي وتعزف للضيوف. ابنها وعروسه يبدأ الرقص وببطء الضيوف في الانضمام.

## روابط خارجية
- ريكي والوميض على موقع IMDb (الإنجليزية)
- ريكي والوميض على موقع ميتاكريتيك (الإنجليزية)
- ريكي والوميض على موقع الموسوعة البريطانية (الإنجليزية)
- ريكي والوميض على موقع روتن توميتوز (الإنجليزية)
- ريكي والوميض على موقع نتفليكس (الإنجليزية)
- ريكي والوميض على موقع ألو سيني (الفرنسية)
- ريكي والوميض على موقع أول موفي (الإنجليزية)
- ريكي والوميض على موقع بوكس أوفيس موجو (الإنجليزية)
- ريكي والوميض على موقع فيلمافينيتي (الإسبانية)
- ريكي والوميض على موقع قاعدة بيانات الأفلام السويدية (السويدية)